# Mola di Bari
Mola di Bari est une ville de la ville métropolitaine de Bari dans les Pouilles en Italie.

## Personnalités
- Eduardo De Filippo (1900-1984), acteur, poète, scénariste et dramaturge.
- Cecilia Mangini (1927-2021), réalisatrice, documentariste, scénariste et photographe.

## Administration
| Période                                  | Période  | Identité        | Étiquette | Qualité |
| ---------------------------------------- | -------- | --------------- | --------- | ------- |
| 29 mars 2010                             | En cours | Stefano Diperna |           |         |
| Les données manquantes sont à compléter. |          |                 |           |         |

### Hameaux
San Materno, Cozze

### Communes limitrophes
Bari, Conversano, Noicattaro, Polignano a Mare, Rutigliano